# سكوت ماكنتاير
سكوت ماكنتاير هو سياسي أمريكي، ولد في 10 مايو 1933 في سيدار رابيدز في الولايات المتحدة، وتوفي بنفس المكان في 6 أكتوبر 2009. نشط حزبياً في الحزب الجمهوري. وقد انتخب عضو مجلس نواب ولاية آيوا ‏.